# Разрушител
Разрушител (според руската класификация на бойните кораби – ескадрен миноносец или есминец), се нарича многоцелеви, бърз и маневрен боен кораб, предназначен за борба с торпедни катери, подводници, самолети, за отбрана и ескорт на съединения от кораби и конвои. Също така се използват за разузнаване, патрулиране, артилерийска поддръжка при десантни операции и за поставяне на минни заграждения.
Преди Първата световна война основното предназначение на тези кораби е извършване на атака с торпеда срещу основните сили на флота на противника. По време на войната и след нея миноносците се превръщат в многоцелеви бойни кораби, способни да изпълняват широк кръг задачи.
Преди Втората световна война миноносците са леки кораби, които не са предназначени за продължителни океански операции без поддръжка. Обикновено са действали в група заедно с кораб, способен да извършва ремонтни задачи в открито море.